# Észak-Macedónia a 2022. évi téli olimpiai játékokon
Észak-Macedónia a kínai Pekingben megrendezett 2022. évi téli olimpiai játékok egyik részt vevő nemzete volt. Az országot az olimpián 1 sportágban 2 sportoló képviselte, akik érmet nem szereztek.

## Sífutás
Távolsági
Férfi
| Versenyző   | Versenyszám | Idő       | Helyezés |
| ----------- | ----------- | --------- | -------- |
| Stavre Jada | 50 km       | 1:25:41,8 | 56.      |

Női
| Versenyző       | Versenyszám | Idő     | Helyezés |
| --------------- | ----------- | ------- | -------- |
| Ana Cvetanovska | 10 km       | 39:57,7 | 95.      |

Sprint
| Versenyző   | Versenyszám         | Selejtező | Selejtező | Negyeddöntő | Negyeddöntő | Elődöntő | Elődöntő | Döntő   | Helyezés |
| Versenyző   | Versenyszám         | Idő       | Hely.     | Idő         | Hely.       | Idő      | Hely.    | Idő     | Helyezés |
| ----------- | ------------------- | --------- | --------- | ----------- | ----------- | -------- | -------- | ------- | -------- |
| Stavre Jada | Férfi egyéni sprint | 3:29,13   | 86.       | kiesett     | kiesett     | kiesett  | kiesett  | kiesett | 86.      |